# Nora Achahbar
Nora Achahbar (Sidi Slimane (Marokko), 21 juni 1982) is een voormalig staatssecretaris en officier van justitie. Namens Nieuw Sociaal Contract (NSC) was ze tussen 2 juli en 15 november 2024 staatssecretaris Toeslagen en Douane in het kabinet-Schoof.

## Middelbareschooltijd
Van 1994 tot 2000 ging Achahbar naar het vwo-b op het Johan de Witt College te Den Haag, waar ze voorzitter was van de leerlingenraad en van GOUD (Groot Overleg scholieren Uit Den Haag). Van 1999 tot 2001 was ze lid van de regiegroep "Normen en Waarden in een multiculturele stad" van de dienst OCW van de gemeente Den Haag. In 2000 was ze secretaresse op de politieke redactie van VNU dagbladen te Den Haag. Van 2000 tot 2001 was Achahbar activiteitenbegeleider van alleenstaande minderjarige asielzoekers bij de Immigratie- en Naturalisatiedienst (IND).

## Studententijd
Van 2000 tot 2007 studeerde ze Nederlands recht aan de Universiteit Leiden. Ze studeerde af in de Encyclopedie en filosofie van het recht. Tijdens haar studie was zij van 2003 tot 2004 onder meer voorzitter van de kennismakingscommissie, voorzitter van vrouwendispuut "Supernova"`en redactielid en penningmeester van het maandblad bij de studentenvereniging L.V.V.S. Augustinus en van 2003 tot 2004 vicepresident Academic Activities bij de studievereniging voor rechtenstudenten European Law Students' Association (ELSA). In 2004 was ze student-assistent aan de Nyenrode Business Universiteit te Breukelen.
Van 2003 tot 2005 was Achahbar studentambassadeur van de faculteit rechtsgeleerdheid van de Universiteit Leiden. In 2006 was ze persoonlijk medewerker in de Tweede Kamerfractie van Democraten 66 (D66). Van 2004 tot 2008 was ze medewerker van het kenniscentrum van de Hoge Raad der Nederlanden te Den Haag. Van 2006 tot 2008 was ze betrokken bij het project “Getalenteerd” van het ministerie van Onderwijs, Cultuur en Wetenschap. Van 2007 tot 2008 was ze stagiair bij de Raad voor de Rechtspraak te Den Haag.

## Juridische loopbaan
Na haar rechtenstudie werd Achahbar geselecteerd voor de zesjarige RAIO-opleiding. In de hoedanigheid van rechterlijk ambtenaar in opleiding werkte zij in de periode van 2008 tot en met 2014 als:
- rechter-plaatsvervanger binnen de sectoren strafrecht, civiel recht en bestuursrecht bij de rechtbank Haarlem;
- officier van justitie bij het parket in Haarlem;
- politierechercheur bij de districtsrecherche Leiden
- advocaat bij Nolet Advocaten te Den Haag.[1][2][3][4][6]

Na de raio-opleiding was Achahbar van 2014 tot 2024 officier van justitie bij het arrondissementsparket Den Haag. Van 2020 tot 2021 was ze rechter-plaatsvervanger binnen de sectoren strafrecht en bestuursrecht bij de rechtbank Den Haag. Naast haar functie volgde ze in 2023 en 2024 ze een leergang STOOM (Systematiek talentontwikkeling OM) en oriënteren op leidinggeven. Ze was actief in een aantal commissies van het Openbaar Ministerie. Daarnaast was ze actief als gastdocent in het onderwijs.

## Politieke loopbaan
Achahbar stond op plek 26 van de kandidatenlijst van Nieuw Sociaal Contract (NSC) voor de Tweede Kamerverkiezingen van 2023. Ze kreeg 1.373 voorkeurstemmen, wat niet voldoende was om verkozen te worden als Tweede Kamerlid. Ze was namens NSC sinds 2 juli 2024 staatssecretaris Toeslagen en Douane in het kabinet-Schoof. In haar portefeuille had zij toeslagen (Algemene wet inkomensafhankelijke regelingen en de uitvoering van de toeslagenaffaire, zorgtoeslag en huurtoeslag), herstel toeslagen, stelselherziening toeslagen en de Douane.

### Aftreden als staatssecretaris
Op 15 november 2024 werd publiekelijk bekend dat Achahbar zou aftreden. Op dat moment werden veronderstelde racistische uitlatingen die zouden zijn gedaan door haar collega's in de ministerraad die werd gehouden in de nasleep van de gewelddadigheden in Amsterdam op 7 en 8 november opgevoerd als reden. Nadien heeft ze zich echter uitdrukkelijk verzet tegen de berichtgevingen in de media.
Na een afgewende kabinetscrisis werd haar op eigen verzoek ontslag verleend door de koning. In de avond kort na 23.00 uur gaf Achahbar via de website van met Ministerie van Financien een verklaring uit en later deed ze dit ook via een persconferentie. In de verklaring gaf ze aan dat de polariserende omgangsvormen in de voorbije weken een dusdanige impact op haar hadden gehad dat ze haar positie als staatssecretaris niet langer kon en wilde vervullen.
Er kwam uiteindelijk als gevolg hiervan geen kabinetscrisis. Premier Schoof gaf die vrijdag op een persconferentie na afloop aan dat er geen sprake zou zijn of zijn geweest van racisme in de ministerraad en dat dit evenmin het geval was binnen het kabinet. In de nasleep van de kabinetscrisis zijn op 19 november 2024 NSC Tweede Kamerleden Rosanne Hertzberger en Femke Zeedijk uit de NSC fractie gestapt.

### Gevolgen aftreden voor de afhandeling van de Toeslagenaffaire
Toeslagenouders reageerden teleurgesteld op het vertrek van Achahbar. Na haar vertrek schreven Kamerleden een brandbrief aan de Premier waarin zij hem vroegen om er op toe te zien dat de door Achahbar ingeslagen weg vervolgd zou worden. "De opstelling van de vertrekkend staatssecretaris was de voornaamste reden dat er weer een klein beetje groeiend vertrouwen leek te ontstaan dat de hersteloperatie zich in de goede richting zou gaan bewegen." Achahbar is opgevolgd door staatssecretaris Sandra Palmen.

## Persoonlijk
Achahbar is gehuwd en heeft twee kinderen. Haar hobby's zijn tuinieren en hardlopen.
- Parlement.com: vm7rgiyduqqk